# Robert S. Babcock
Robert S. Babcock (* 22. Juli 1915 in Evanston, Illinois; † 1. September 1985 in Yuma, Arizona) war ein US-amerikanischer Politiker, der von 1959 bis 1961 Vizegouverneur von Vermont war.

## Leben
Robert Shillingford Babcock wurde in Evanston, Illinois als Sohn von Oliver M. Babcock und Martha Shillingford geboren. Er machte 1937 seinen Abschluss an der University of Rochester und war Empfänger eines Rhodes-Stipendiums der University of Oxford, dort erwarb er 1939 den Master. Seinen Doktor machte er an der Northwestern University in Illinois.
Während des Zweiten Weltkriegs diente er in der United States Navy. Babcock zog nach Burlington und wurde 1946 Professor für Politikwissenschaft an der University of Vermont. Er war von 1951 bis 1954 sowie von 1957 bis 1958 Mitglied des Senates von Vermont. 1954 wurde er Gouverneur Joseph B. Johnsons Sekretär für zivile und militärische Angelegenheiten. 1956 wurde er zum Präsidenten pro tempore des Senats gewählt. Als Mitglied der Republikanischen Partei gewann er im Jahr 1958 die Wahl zum Vizegouverneur von Vermont. Seine Amtszeit dauerte von 1959 bis 1961. Die Kandidatenwahl der Republikanischen Partei für die Kandidatur zum Gouverneur im Jahr 1960 verlor er gegen F. Ray Keyser. Auch im Jahr 1964 konnte er die Nominierungswahl nicht gewinnen. Danach war er an der University of Vermont für ein größeres Bauprojekt tätig und anschließend leitete er die Umwandlung dreier Schulen der Lehrerausbildung in umfassende untergraduierte Colleges und initiierte die Gründung des Community Colleges of Vermont. Von 1977 bis 1981 war er Abgeordneter im Repräsentantenhaus von Vermont.
Babcock starb in Yuma, Arizona am 1. September 1985. Es ist nicht bekannt, wo sich sein Grab befindet.